# Olga Volkova (freestyleskiester)
Olga Volodymyrivna Volkova (Oekraïens: Ольга Володимирівна Волкова) (Mykolajiv, 5 juli 1986) is een Oekraïense freestyleskiester. Ze vertegenwoordigde haar vaderland op de Olympische Winterspelen 2006 in Turijn en op de Olympische Winterspelen 2010 in Vancouver.

## Carrière
Volkova maakte haar wereldbekerdebuut in maart 2004 in Sauze d'Oulx, elf maanden later behaalde ze in Shenyang haar eerste toptienklassering in een wereldbekerwedstrijd. In januari 2011 stond de Oekraïense voor de eerste maal in haar carrière op het podium van een wereldbekerwedstrijd.
Volkova nam viermaal deel aan de wereldkampioenschappen freestyleskiën. Op de wereldkampioenschappen freestyleskiën 2011 in Deer Valley veroverde ze de bronzen medaille op het onderdeel aerials.
De Oekraïense nam tweemaal deel aan de Olympische Winterspelen. Tijdens de Olympische Winterspelen van 2006 in Turijn eindigde ze op de dertiende plaats, vier jaar later eindigde ze als veertiende.

## Resultaten

### Olympische Spelen
| Jaar | Plaats    | Resultaten  |
| ---- | --------- | ----------- |
| 2006 | Turijn    | 13e Aerials |
| 2010 | Vancouver | 14e Aerials |

### Wereldkampioenschappen
| Jaar | Plaats               | Resultaten  |
| ---- | -------------------- | ----------- |
| 2005 | Ruka                 | 18e Aerials |
| 2007 | Madonna di Campiglio | 11e Aerials |
| 2009 | Inawashiro           | 8e Aerials  |
| 2011 | Deer Valley          | Aerials     |

### Wereldbeker

#### Eindklasseringen
| Seizoen   | Algm | AE    |
| --------- | ---- | ----- |
| 2004/2005 | 80e  | 28e   |
| 2005/2006 | 65e  | 23e   |
| 2006/2007 | 40e  | 15e   |
| 2007/2008 | 44e  | 13e   |
| 2008/2009 | 51e  | 16e   |
| 2009/2010 | 47e  | 17e   |
| 2010/2011 | 8e   | Brons |
| 2011/2012 | 7e   | Brons |

#### Wereldbekerzeges
| Datum           | Plaats       | Onderdeel |
| --------------- | ------------ | --------- |
| 15 januari 2012 | Mont Gabriel | Aerials   |